# Moischt
Moischt [mœʃt] ist ein Stadtteil von Marburg im mittelhessischen Landkreis Marburg-Biedenkopf.

## Geographie

### Geographische Lage
Der Ort liegt etwa fünf Kilometer südöstlich von Marburg, in einer Mulde und an einem in Richtung Marburg bzw. nach Nordwesten ansteigenden Hang, dem Stempel, der zu den Lahnbergen überleitet.
Moischt grenzt im Süden und Osten an Beltershausen bzw. Wittelsberg, Ortsteile der Gemeinde Ebsdorfergrund.
Die Moischter Gemarkung liegt im Naturraum des Amöneburger Beckens am Westrand des fruchtbaren und ausschließlich landwirtschaftlich genutzten Ebsdorfer Grundes. Sie erstreckt sich in einer Höhe über NN zwischen 200 und 300 m. Die Gemarkungsgrenzen sind nur teilweise durch natürliche Gegebenheiten bedingt: im Westen durch den Osthang der Lahnberge und im Süden durch die Hänge zum Pfingstgraben als Grenze zur Beltershäuser Gemarkung. Die Begrenzungen zur Schröcker Gemarkung im Norden und Wittelsberger im Osten sind nicht aus topographischen Gegebenheiten abzuleiten. Entlang der Grenze nach Schröck finden sich noch einzelne Grenzsteine, die auf der Schröcker Seite das Mainzer Rad und auf der anderen Seite der hessische Löwe ziert. Diese Steine sind Zeugen vergangener unterschiedlicher landesherrschaftlicher Zugehörigkeiten: Schröck gehörte zu den kurmainzischen Ländereien und Moischt zu den landgräflich hessischen Gebieten.
Der Stempel, 365 m ü. NN, (der Moischter Hausberg) und der Wittelsberger Kirchberg, sind Basaltstiele des Vogelsbergs. Zwischen beiden liegt eine Gelände-Schwelle, die den Ebsdorfer Grund vom Amöneburger Becken trennt. Das Wasser der einen Seite fließt zur Ohm und dann bei Cölbe in der Lahn. Das Wasser an der anderen Seite nimmt den kürzeren Weg über die Zwester Ohm durch den Ebsdorfer Grund und erreicht die Lahn bei Fronhausen. Diese nach Südosten abfallende Schwelle, an dieser Stelle „Der Hohnes“ genannt, trennt auch Moischt und Hahnerheide bis in die Senke „Im Pfingstgraben“. D. h. Moischt entwässert zur Ohm ins Amöneburger Becken, die Hahnerheide hingegen zur Zwester Ohm in den Ebsdorfer Grund.
Der Kern Moischts liegt in einer Quellmulde unterhalb des Bornbergs am heutigen Komp (Kumpf). Von dort steigt die Kirchstraße zu einer Anhöhe auf, die die Kirche trägt:
Das Wachstum des Ortes im 19. und 20. Jahrhundert geschah nicht ringförmig um den alten Ortskern, wie bei anderen Orten. So liegt heute der alte Kern mit seinen Fachwerkhöfen nicht im Zentrum, sondern am Rande der Ansiedlung.
Vom alten Kern her wuchs der Ort entlang der Straße nach Marburg. Bis ca. 1830 endete der Ort an heutigen Abzweig Hirtengarten. Erst dann baute man die Häuser beiderseits der heutigen Eulenkopfstraße Richtung Marburg. Um 1900, als der Verkehr mit Fuhrwerken zunahm, knickte man die Straße scharf nach Westen ab überwand den steilen Abhang mit der für Moischt typischen Haarnadelkurve. Die Fahrstraße führte zur Hahnerheide und weiter zur Grünberger Straße am Eulenkopf.
Der Name Eulenkopf (in alten Karten Ankopf und im Volksmund Auwnkoab) wird auf die Eulern/Töpfer zurückgeführt. Die Grünberger Straße lief vom Eulenkopf über Cappel ins Lahntal. Später umging man Cappel mit der „Neuen Straße“ (Nau Chaussee). In den 1930ern beginnend entstand ein Neubaugebiet zwischen der Eulenkopfstraße und den Lahnbergen. Dadurch wuchs auch in den 1970ern das obere Moischt im Bereich des Sportplatzes mit der Vorderhahnerheide zusammen. Die Hinterhahnerheide, nahe dem Eulenkopf, bildet bis heute eine Siedlungseinheit mit der Hof Capelle. Die Hof Kapelle gehört gemeindlich zur Gemeinde Ebsdorfergrund, postalisch aber zu Moischt. Dass sich Moischt nicht am alten Ortskern, sondern auf der Höhe erweiterte, mag mehrere Gründe gehabt haben. Das Land am Ortskern war in Privathand der landwirtschaftlichen Betriebe, dagegen war das Gebiet zum Wald hin Huteland und somit in Gemeindehand. Die Gemeinde konnte das Land leichter an Bauwillige vergeben.

### Weitere Ortsteile und verwandte Orte

#### Noch existente Orte
- Hahnerheide: westlich in Richtung Cappel gelegene offene Ansiedlung (Ersterwähnung 1698), die seit ihrer Gründung zu Moischt gehört haben dürfte;
- Hof Capelle: in einer Senke südwestlich der Hahnerheide gelegene Siedlung, die auf ein Gehöft des Deutschen Ordens zurückgeht. Sie war stets von Moischt unabhängig. Der Hof Capelle gehört auch nicht zu Moischt, sondern zu Beltershausen.

#### Wüstungen und unklare Orte
- Eisenbacher Heide: Lage der ehemaligen Ortschaft Eisenbach zwischen Moischt und Beltershausen; wird 1578 (wohl seit dem 13. Jahrhundert) als „wüst“ erwähnt;[4]
- Herrenwieser Heide: 1699–1700 zwischen Moischt und Wittelsberg umstrittenes Areal;
- Lampertshausen: Siedlung zwischen Moischt, Schröck und Wittelsberg; seit 1600 Wüstung.

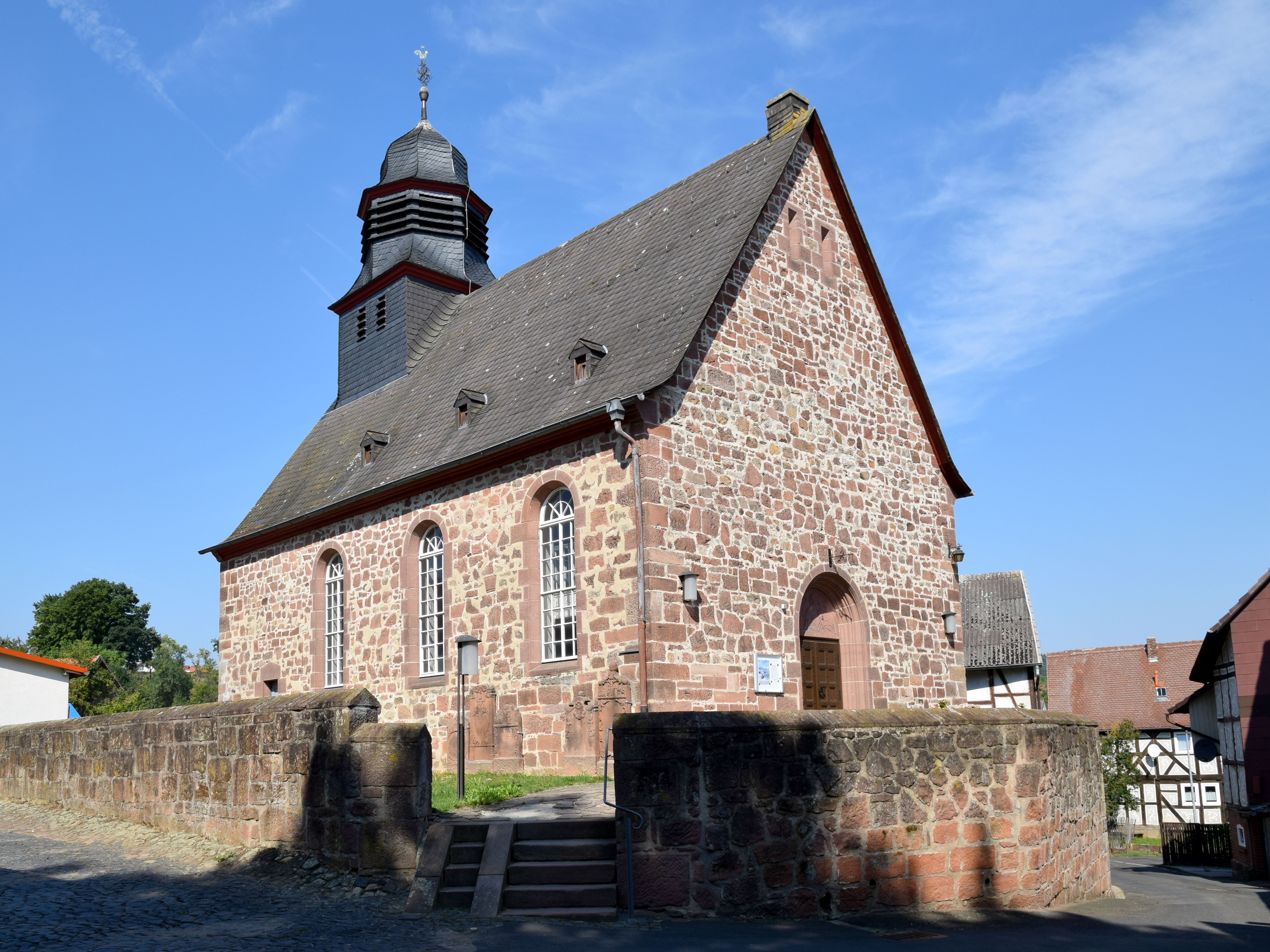
Die Moischter Kirche (ev.), erbaut 1928

## Geschichte

### Ortsgeschichte
Moischt wurde, soweit bekannt, erstmals um das Jahr 1248 in Dokumenten des Mainzer Erzbischofs unter dem Namen Mussede urkundlich erwähnt. Die nächste bekannte Erwähnung erfolgte 1252 unter dem Namen Muschede in einer urkunde der Deutschordensballei Hessen. Keramikfunde aus der Karolingerzeit belegen jedoch eine weit frühere Besiedlung.
In unmittelbarer Nähe von Moischt soll am 30. Juli 1233 Konrad von Marburg, der Beichtvater der Heiligen Elisabeth, erschlagen worden sein. Der „Konrad-von-Marburg-Stein“ nahe Hof Capelle erinnert an die Tat, markiert jedoch nicht unbedingt den genauen Tatort. Dieser dürfte wohl in der Gemarkung Beltershausen (zu Ebsdorfergrund) liegen.
Die evangelische Kirche in Moischt wurde 1928 von dem Marburger Architekten Karl Rumpf erbaut. Zu der überwiegend erhaltenen bauzeitlichen Ausstattung gehört ein Fenster des Marburger Glasmalers Erhardt Klonk, der auch das Bogenfeld über dem Eingang entworfen hat.
Hessische Gebietsreform (1970–1977)
Im Zuge der Gebietsreform in Hessen wurde am 31. Dezember 1971 der bis dahin selbständige Gemeinde auf freiwilliger Basis in die Gemeinde Cappel eingemeindet. Diese kam am 1. Juli 1974 kraft Landesgesetz zu Marburg. Dadurch wurde Cappel und dessen Ortsteile Stadtteile von Marburg. Für diese Stadtteile wurde je ein Ortsbezirk eingerichtet.

### Verwaltungsgeschichte im Überblick
Die folgende Liste zeigt die Staaten und Verwaltungseinheiten, denen Moischt angehört(e):
- vor 1567: Heiliges Römisches Reich, Landgrafschaft Hessen, Gericht Frauenberg (Gericht Frauenberg (auch Gericht Wittelsberg) bestand aus den Orten: Wittelsberg als Gerichtsort, Beltershausen, Bortshausen und Moischt)[11]
- ab 1567: Heiliges Römisches Reich, Landgrafschaft Hessen-Marburg, Amt Marburg, Gericht Frauenberg[12]
- ab 1592: Heiliges Römisches Reich, Landgrafschaft Hessen-Marburg, Amt Kirchhain
- 1604–1648: Heiliges Römisches Reich, strittig zwischen Landgrafschaft Hessen-Darmstadt und Landgrafschaft Hessen-Kassel (Hessenkrieg)
- ab 1648: Heiliges Römisches Reich, Landgrafschaft Hessen-Kassel, Amt Kirchhain
- ab 1806: Landgrafschaft Hessen-Kassel, Amt Kirchhain
- 1807–1813: Königreich Westphalen,[Anm. 2] Departement der Werra, Distrikt Marburg, Kanton Amöneburg
- ab 1815: Kurfürstentum Hessen,[Anm. 3] Amt Kirchhain[13]
- ab 1821: Kurfürstentum Hessen, Provinz Oberhessen, Kreis Marburg[14][Anm. 4]
- ab 1848: Kurfürstentum Hessen, Bezirk Marburg
- ab 1851: Kurfürstentum Hessen, Provinz Oberhessen, Kreis Marburg
- ab 1867: Königreich Preußen,[Anm. 5] Provinz Hessen-Nassau, Regierungsbezirk Kassel, Kreis Marburg
- ab 1871: Deutsches Reich, Königreich Preußen, Provinz Hessen-Nassau, Regierungsbezirk Kassel, Kreis Marburg
- ab 1918: Deutsches Reich, Freistaat Preußen, Provinz Hessen-Nassau, Regierungsbezirk Kassel, Kreis Marburg
- ab 1944: Deutsches Reich, Freistaat Preußen, Provinz Kurhessen, Landkreis Marburg
- ab 1945: Deutsches Reich, Amerikanische Besatzungszone,[Anm. 6] Groß-Hessen, Regierungsbezirk Kassel, Landkreis Marburg
- ab 1946: Deutsches Reich, Amerikanische Besatzungszone, Hessen, Regierungsbezirk Kassel, Landkreis Marburg
- ab 1949: Bundesrepublik Deutschland, Hessen, Regierungsbezirk Kassel, Landkreis Marburg
- ab 1972: Bundesrepublik Deutschland, Hessen, Regierungsbezirk Kassel, Landkreis Marburg, Gemeinde Cappel
- ab 1974: Bundesrepublik Deutschland, Hessen, Regierungsbezirk Kassel, Landkreis Marburg-Biedenkopf, Stadt Marburg
- ab 1981: Bundesrepublik Deutschland, Hessen, Regierungsbezirk Gießen, Landkreis Marburg-Biedenkopf, Stadt Marburg

### Gerichte seit 1821
Mit Edikt vom 29. Juni 1821 wurden in Kurhessen Verwaltung und Justiz getrennt. Der Kreis Marburg wurde für die Verwaltung eingerichtet und das Landgericht Marburg war als Gericht in erster Instanz für Moischt zuständig. 1850 wurde das Landgericht in Justizamt Marburg umbenannt. Nach der Annexion Kurhessens durch Preußen 1866 erfolgte am 1. September 1867 die Umbenennung des bisherigen Justizamtes in Amtsgericht Marburg. Auch mit dem Inkrafttreten des Gerichtsverfassungsgesetzes von 1879 blieb das Amtsgericht unter seinem Namen bestehen.

## Bevölkerung

### Einwohnerstruktur 2011
Nach den Erhebungen des Zensus 2011 lebten am Stichtag dem 9. Mai 2011 in Moischt 1200 Einwohner. Darunter waren 45 (3,8 %) Ausländer.
Nach dem Lebensalter waren 210 Einwohner unter 18 Jahren, 480 zwischen 18 und 49, 258 zwischen 50 und 64 und 249 Einwohner waren älter. Die Einwohner lebten in 528 Haushalten. Davon waren 168 Singlehaushalte, 141 Paare ohne Kinder und 147 Paare mit Kindern, sowie 54 Alleinerziehende und 18 Wohngemeinschaften. In 90 Haushalten lebten ausschließlich Senioren und in 375 Haushaltungen leben keine Senioren.

### Einwohnerentwicklung
| Quelle: Historisches Ortslexikon | |
| • 1502:                          | 10 Hausgesesse                                                                                          |
| • 1577:                          | 25 Hausgesesse                                                                                          |
| • 1630:                          | 23 Hausgesesse (8 vierspännige, 1 zweispännige, 1 einspännige Ackerleute, 12 Einläuftige)               |
| • 1681:                          | 15 hausgesessene Mannschaften                                                                           |
| • 1838:                          | 234 Einwohner (Familien: 18 nutzungsberechtigte, 15 nicht nutzungsberechtigte Ortsbürger, 5 Beisassen). |

| Moischt: Einwohnerzahlen von 1747 bis 2019 | Moischt: Einwohnerzahlen von 1747 bis 2019 | Moischt: Einwohnerzahlen von 1747 bis 2019 | Moischt: Einwohnerzahlen von 1747 bis 2019 | Moischt: Einwohnerzahlen von 1747 bis 2019 |
| --- | ------------------------------------------ | ------------------------------------------ | ------------------------------------------ | ------------------------------------------ |
| Jahr |                                            |                                            |                                            | Einwohner                                  |
| 1747 | 1747                                       |                                            | 131                                        | 131                                        |
| 1800 | 1800                                       |                                            | ?                                          | ?                                          |
| 1834 | 1834                                       |                                            | 235                                        | 235                                        |
| 1840 | 1840                                       |                                            | 222                                        | 222                                        |
| 1846 | 1846                                       |                                            | 265                                        | 265                                        |
| 1852 | 1852                                       |                                            | 293                                        | 293                                        |
| 1858 | 1858                                       |                                            | 298                                        | 298                                        |
| 1864 | 1864                                       |                                            | 294                                        | 294                                        |
| 1871 | 1871                                       |                                            | 302                                        | 302                                        |
| 1875 | 1875                                       |                                            | 315                                        | 315                                        |
| 1885 | 1885                                       |                                            | 351                                        | 351                                        |
| 1895 | 1895                                       |                                            | 354                                        | 354                                        |
| 1905 | 1905                                       |                                            | 381                                        | 381                                        |
| 1910 | 1910                                       |                                            | 388                                        | 388                                        |
| 1925 | 1925                                       |                                            | 446                                        | 446                                        |
| 1939 | 1939                                       |                                            | 491                                        | 491                                        |
| 1946 | 1946                                       |                                            | 683                                        | 683                                        |
| 1950 | 1950                                       |                                            | 686                                        | 686                                        |
| 1956 | 1956                                       |                                            | 647                                        | 647                                        |
| 1961 | 1961                                       |                                            | 658                                        | 658                                        |
| 1967 | 1967                                       |                                            | 705                                        | 705                                        |
| 1977 | 1977                                       |                                            | ?                                          | ?                                          |
| 1987 | 1987                                       |                                            | 1.018                                      | 1.018                                      |
| 1991 | 1991                                       |                                            | 1.103                                      | 1.103                                      |
| 1995 | 1995                                       |                                            | 1.137                                      | 1.137                                      |
| 2000 | 2000                                       |                                            | 1.213                                      | 1.213                                      |
| 2005 | 2005                                       |                                            | 1.225                                      | 1.225                                      |
| 2010 | 2010                                       |                                            | 1.211                                      | 1.211                                      |
| 2011 | 2011                                       |                                            | 1.200                                      | 1.200                                      |
| 2015 | 2015                                       |                                            | 1.167                                      | 1.167                                      |
| 2019 | 2019                                       |                                            | 1.131                                      | 1.131                                      |
| Datenquelle: Historisches Gemeindeverzeichnis für Hessen: Die Bevölkerung der Gemeinden 1834 bis 1967. Wiesbaden: Hessisches Statistisches Landesamt, 1968. Weitere Quellen: LAGIS; Stadt Marburg:1987–1998, 1999–2003, 2005–2010,2011–2015, 2019:; Zensus 2011 |                                            |                                            |                                            |                                            |

### Historische Religionszugehörigkeit
| Quelle: Historisches Ortslexikon |                                                                   |
| • 1861:                          | 284 evangelisch-lutherische, 2 römisch-katholische Einwohner      |
| • 1885:                          | 351 evangelische (= 100,00 %)                                     |
| • 1961:                          | 623 evangelische (= 94,68 %), 28 katholische (= 4,26 %) Einwohner |
| • 1987:                          | 796 evangelische (= 78,2 %), 104 katholische (= 10,2 %) Einwohner |

### Historische Erwerbstätigkeit
| Quelle: Historisches Ortslexikon | |
| • 1747:                          | Erwerbspersonen: zwei Schmiede, zwei Leineweber, ein Drechsler, ein Schuhflicker, zwei Tagelöhner.                                    |
| • 1838:                          | Familien: 18 Ackerbau, 8 Gewerbe, 12 Tagelöhner.                                                                                      |
| • 1961:                          | Erwerbspersonen: 128 Land- und Forstwirtschaft, 109 Produzierendes Gewerbe, 45 Handel und Verkehr, 41 Dienstleistungen und Sonstiges. |

## Politik

### Ortsbeirat
- SPD: 3
- DGM: 4

- DGM = Dorfgemeinschaft Moischt

Für den Stadtteil Moischt besteht ein Ortsbezirk mit Ortsbeirat und Ortsvorsteher nach der Hessischen Gemeindeordnung. Er umfasst das Gebiet der ehemaligen Gemeinde Moischt. Für die Sitzverteilung siehe die nebenstehende Grafik. Der Ortsbeirat wählte Margarete Hokamp (DGM) zur Ortsvorsteherin.

## Kultur und Sehenswürdigkeiten
In Moischt gibt es eine Vielzahl an Vereinen, diese sind der Turn und Sportverein, Feuerwehrverein (mit Modellbaugruppe), Burschenschaft, Jugendclub „Urmel“, Schützenverein, Theaterverein, Heimat- und Geschichtsverein, Männergesangverein mit Frauenchor und der Geflügelzuchtverein.
Zu den regelmäßigen örtlichen Veranstaltungen gehören die Maifeier, Theateraufführungen des Theatervereins, der Seniorennachmittag, Oster- und Weihnachtsmarkt, das Wandern der Ortsvereine zum Tag der deutschen Einheit sowie die Modellbauausstellung.
Die evangelische Kirche in Moischt wurde 1928 von dem Marburger Architekten Karl Rumpf anstelle eines älteren Vorgängerbaues errichtet. Das zentrale Chorfenster und das Relief über dem Eingang der Kirche wurden von dem Marburger Glasmaler Erhardt Klonk entworfen. Das Relief wurde von dem Marburger Bildhauer Johannes Pfeiffer in Stein geschlagen. Die Entwürfe für die bauzeitliche Ausmalung der Kirche erstellte der Kassler Maler Karl Leyhausen.

## Wirtschaft und Infrastruktur
In Moischt beheimatet sind mehrere Gewerbebetriebe.
Es gibt trotz mehrerer Ansiedlungsversuche keinen Lebensmittelmarkt.
Die zuständige Grundschule befindet sich in Wittelsberg. Die meisten Schüler gehen nach der Grundschule auf die Gesamtschule Ebsdorfergrund Heskem oder in eine der Marburger Schulen. Für alle Schulen gibt es Schulbusse oder Linienverkehr.
Moischt gehört zum evangelischen Kirchspiel Wittelsberg/Moischt/Schröck bzw. zur katholischen Pfarrgemeinde St. Michael und St. Elisabeth in Schröck. Der Ort ist mehrheitlich evangelisch.
Öffentliche Einrichtungen in Moischt sind der städtische Kindergarten, der Sportplatz, Spielplätze, das Bürgerhaus und das Ortsgericht Marburg IV. Außerdem befindet sich auch das Alten- und Pflegeheim Haus Waldblick in Moischt.